# Bison bonasus bonasus
Bison d'Europe centrale, Bison de Pologne, Bison des plaines
Sous-espèce
Bison bonasus bonasus, le Bison d'Europe centrale, Bison de Pologne (en raison de sa plus forte présence en Pologne qu'en Allemagne) ou Bison des  plaines est une sous-espèce du Bison d'Europe découverte par Linnaeus en 1758. C'est la seule sous-espèce de Bison d'Europe non éteinte. Autrefois elle était présente de l'Allemagne à l'Ukraine. 

## Répartition
Allemagne, Biélorussie, Pologne et Roumanie (Carpates du sud)